# Pietà z Tarnowa
Pietà z Tarnowa (figura Matki Bożej Bolesnej) – drewniana figura – Pietà przedstawiająca Matkę Bożą z Jezusem, znajdująca się w jednym z bocznych ołtarzy bazyliki katedralnej Narodzenia Najświętszej Maryi Panny w Tarnowie (Małopolska), otoczona szczególnym kultem religijnym wśród wiernych Kościoła rzymskokatolickiego.

## Historia
Rzeźba Matki Bożej Bolesnej wykonana jest z drewna, polichromowana i złocona. Posiada wymiar 1 m. Przedstawia Matkę Bożą w typie ikonograficznym zwanym „Pietą”. Na podstawie badań figury (drewna, złoceń i farby) z 1977 r. datuje się to dzieło na XVII w. Nie jest znany jej twórca i fundator. Nie ma również danych o czasie sprowadzenia jej do kościoła katedralnego, przypuszcza się, że był to okres I wojny światowej. Wiadomo, że figura Matki Bożej Bolesnej od początku XX w. znajdowała się w południowym przedsionku katedry i od początku była otoczona kultem wiernych. Historycy sztuki dostrzegli podobieństwo figury z Tarnowa do fragmentu obrazu „Opłakiwanie” Van Dycka oraz do Piety, w epitafium Boimów w kaplicy grobowej tejże rodziny niedaleko katedry łacińskiej we Lwowie. Epitafium to jest niedokończonym (ostatnim) dziełem Jana Pfistera (rzeźbiarza pomnika Ostrogskich w katedrze w Tarnowie). W 2000 roku Pietà Tarnowska została poddana gruntownej konserwacji i renowacji, która przywróciła jej pierwotny wygląd.

## Opis Piety
Figura przedstawia Maryję trzymająca martwe ciało Jezusa. Matka podtrzymuje swego syna prawą dłonią za bark, zaś jej lewa dłoń unosi rękę Chrystusa. Ciało Jezusa osuwa się z jej kolan. Maryi twarz jest pełna smutku a wzrok jest skierowany ku niebu. Usta Madonny są lekko otwarte. Pietà ta ukazuje, że nieznany artysta bardzo dobrze znał anatomię człowieka i umiejętnie przedstawił umęczone ciało Jezusa i Bolesnej Matki. Pietà Tarnowska przedstawia równocześnie spokój, jak i dramat.

## Kult Maryi
Początkowo figura znajdowała się w jednym z przedsionków kościoła katedralnego. W 1987 r., ze względu na wielki kult, Pietà została przeniesiona do nawy (adoracji) Najświętszego Sakramentu i ustawiona po północnej stronie, w nowym ołtarzu. Ołtarz dla figury zaprojektował i wykonał w brązie w roku 1986 artysta Czesław Dźwigaj. W zwieńczeniu ołtarza artysta wykorzystał motyw trzech krzyży z Pomnika Poległych Stoczniowców w Gdańsku, zaś na podstawie ołtarza umieścił tablice w brązie ze scenami Siedmiu Boleści Matki Bożej. Ołtarz ten poświęcił prymas Polski Józef Glemp. Przy ołtarzu wiszą liczne wota. Pietà jest uroczyście odsłaniania i zasłaniana przy dźwięku fanfar.
W każdy drugi piątek miesiąca sprawowana jest msza św. przy ołtarzu Matki Bożej Bolesnej. W każdą środę przed Pietą odbywa się nowenna do Matki Bożej Nieustającej Pomocy, a w piątki przed Pietą Tarnowską odmawiana jest Koronka do Siedmiu Boleści Matki Bożej z odczytaniem intencji składanych przez wiernych. Na ołtarzu znajduje się księga trzeźwości do której wierni wpisują też podziękowania. W 1987 r. podczas pobytu w Tarnowie przed Madonną modlił się papież Jan Paweł II. Dekretem ówczesnego bpa tarnowskiego Wiktora Skworca z dnia 2 lutego 2006 r. bazylika katedralna w Tarnowie została podniesiona na rangi sanktuarium maryjnego – Matki Bożej Bolesnej. Każdego roku w dniach od 8 – 15 września odbywa się tygodniowy odpust (tydzień maryjny). 15 września we wspomnienie NMP Bolesnej odbywa się procesja ulicami Tarnowa z kopią Piety Tarnowskiej. Przed Pietą biskupi tarnowscy zawierzyli diecezję tarnowską: w 2011 r. biskup Wiktor Skworc z okazji 225-lecia jej istnienia, a 3 kwietnia 2020 r. w czasie trwania pandemii bp Andrzej Jeż.